# Johann Friedrich Hugo von Dalberg

Dalberg 1778 als Student in Göttingen

 Johann Friedrich Hugo von Dalberg (* 17. Mai 1760 in Mainz; † 26. Juli 1812 in Aschaffenburg) war ein deutscher Domkapitular, Schriftsteller, Pianist, Musikschriftsteller und Komponist.

## Leben

### Herkunft und Ausbildung
Johann Friedrich Hugo Freiherr von Dalberg, Sohn von Franz Heinrich von Dalberg, stammte aus einer freiherrlich-adligen Familie, ehemals Ministeriale bzw. Reichsritter im Dienst der Erzbischöfe von Mainz, mit Sitzen vor allem in und um Mannheim, Worms und Mainz; Johann Friedrich war eines von elf Geschwistern, von denen nur fünf das Erwachsenenalter erreichten; wie sein älterer Bruder, der Erzbischof und letzte Kurfürst von Mainz, Großherzog und Fürstprimas Karl Theodor von Dalberg, schlug er die geistliche Laufbahn ein und wurde, wie seinerzeit üblich, in Absprache mit befreundeten Adelsfamilien im Alter von acht Jahren Domizellar, d. h. Anwärter auf das Amt eines Domkapitulars, im Erzbistum Trier; mit 22 Jahren – ohne Priesterweihe und nach einem Studium in Erfurt (1772–1774) und Göttingen (Jura), ohne jemals das Fach Theologie belegt zu haben – trat er dann mit den Weihen eines Subdiakons bzw. Diakons 1784 in das Domkapitel in Trier ein; Theologiestudium und Priesterweihe waren für dieses hochrangige Verwaltungsamt nicht erforderlich.
Die dreißigjährige Schriftstellerin Sophie Becker (1754–1789) schildert ihn bei ihrem Besuch am Hof des Bruders Karl-Theodor in Erfurt folgendermaßen:

„Sein Bruder [Fritz] ist ein kleiner, buckelichter Mensch, aber höchst liebenswürdig. Geist und Güte haben in seinen Augen Sitz genommen, man vergisst seinen Buckel so völlig, dass man ihn lieben... könnte, wenn er nicht durch seinen geistlichen Stand den Weibern entsagt hätte. Er ist ein großer Virtuos auf dem Klaviere und komponiert sehr schön. … Graf Stadion ist auch Geistlicher und wie die Dalberge ein Mann voller Geschicklichkeit und Geist. Meinz Herz entschied sich indessen für den kleinen Buckelichten.“

### Im Bildungswesen Kurtriers 1784–1789
In Kurtrier machte sich Dalberg seit 1785 als Mitglied der erzstiftischen Bürokratie um das Bildungswesen im Bereich der Schul- und Universitätsausbildung verdient. Unter anderem war er „für die Ausbildung der jungen Kirchenmusiker zuständig und nahm auch entsprechende Prüfungen ab“, hauptsächlich jedoch unterstand ihm als Leiter der Schulkommission – auf seinen ausdrücklichen Wunsch hin und erst nach einigen Verhandlungen – das gesamte Bildungswesen Kurtriers von Trier über Koblenz bis in die Eifel- und Westerwaldgebiete (Ober- und Untererzstift), mit Land-, Stadt- und den so genannten „Trivialschulen“ (Elementarschulen), dem Bischöflichen Priesterseminar sowie der Philosophischen Fakultät der Trierer Universität, wo er sich mit Erfolg um die Modernisierung und gemäßigte Aufklärung, zunächst ganz im Sinne des letzten Kurfürsten Clemens Wenzeslaus von Sachsen, kümmerte. Amtssitz war Trier.
Dem aufgeklärten Bildungsideal der Zeit entsprechend sollte an den allgemeinbildenden wie höheren Schulen mit Nachsicht, Liebe und Humor, jedoch nicht ohne Strenge, unterrichtet werden; Ziel war die Bildung von Verstand als auch Herz, hin zu Moral, Religion und Sittlichkeit, ohne die „Wissenschaften“ dabei zu vernachlässigen: Deutsch, Mathematik, Geographie, Geschichte, Latein, Rhetorik und Altgriechisch. Dalbergs Curriculum und seine Schulordnungen zielten auf die Eigenaktivität und Selbständigkeit des Schülers durch Einsicht und Motivation (Orientierungs- und Handlungskompetenz), mechanisches Auswendiglernen sollte dagegen (außer in den ersten Klassen) unterbleiben. Dalberg führte erfolgreich Deutsch als Unterrichts- und Prüfungssprache an der Universität (an Stelle des Lateinischen) ein, in der medizinischen Ausbildung wurden Geburtshilfe und Sektionen gelehrt. Der zunächst mit der höheren Bildung betraute Piaristenorden wurde zugunsten weltlicher Lehrer abgelöst. Man kann Dalberg daher wohl zu Recht als den „engagiertesten Aufklärer der erzstiftischen Bürokratie“ bezeichnen (Michael Trauth), seine Epoche galt den Späteren als eine goldene Zeit.

„Das Jahr 1786 war es, das durch ein reelleres Fortschreiten in der Schulbildung sich auszeichnen sollte; die Universität und die Gymnasien zu Trier und Coblenz hatten auf einige Zeit eine Epoche schöner Blüte; denn die Wissenschaft nahm mit der Lehrfreiheit einen bedeutenden Platz im öffentlichen Leben ein. Wir, noch übrigen Zeitgenossen, erinnern uns noch lebhaft an das rege literarische Leben jener Zeit.“

### Resignation, Rückzug aus dem öffentlichen Dienst, Reisen und gelehrte Betätigung
Im Zusammenhang mit den Unruhen in den Niederlanden, der Niederschlagung des Aufstandes durch die Preußen und dem Ausbruch der Französischen Revolution verzichtete Dalberg 1789 mit 29 Jahren auf sein Amt als Leiter der Schulkommission, weil er die konservative Wende seines Dienstherren, des Erzbischofs, nicht billigte. Seine Begeisterung für die pädagogischen Ideen Jean-Jacques Rousseaus und Johann Caspar Lavaters, sein Besuch bei dem eingekerkerten Schriftsteller und Reformer Schubart (1782), Reisen in die Niederlande und in das revolutionäre Paris (1783 und 1791) sowie mit seinem Neffen Emmerich Joseph von Dalberg in die Schweiz (1790) zeugen von seinen politisch-liberalen Interessen, die nicht mehr in die Zeit zu passen schienen. Obwohl vor allem seine Gymnasialreform sich als erfolgreich erwies, zog sich Dalberg aus der öffentlichen Tätigkeit zurück und betrieb von nun an im Wesentlichen nur noch ein „jahrzehntelanges, gelehrtes Privatisieren“ (Embach).

„Dalberg wandte sich vom Aufklärer zum Romantiker, vom Politiker zum Poeten und Musiker. Hierzu passt, dass Dalberg seine Aktivitäten als Freimaurer und Illuminat – er war in Worms und Triere Logenmitglied – stark zurückfuhr.“

### Italienreise mit Herder 1788–1789
Finanziell abgesichert durch seine Kirchenpfründen, die er später auch noch im Bistum Worms (Aufschwörung 1770, Aufnahme 1787) und im Bistum Speyer (Aufschwörung 1769, Aufnahme 1794) besaß – dort allerdings, ohne weitere Spuren seiner Tätigkeit hinterlassen zu haben –, unternahm er 1788–1789 gemeinsam mit Johann Gottfried Herder und Sophie von Seckendorff eine Italienreise. Die aus den Umständen der Reise resultierende Verstimmung Herders – die Reisegesellschaft trennte sich in Italien, Herder reiste in der Gesellschaft der Herzoginwitwe Anna Amalia von Sachsen-Weimar weiter – war allerdings nicht von Dauer, Dalberg und Herder blieben bis zum Tod Herders im Jahr 1803 in engem, freundschaftlichem Kontakt.

### Italien, England, Schweiz
Vermutlich 1793 endete Dalbergs zweiter Italienaufenthalt; 1794 (oder 1795) und 1797 (oder 1798) unternahm er zwei Reisen nach England, wo man in London seine Kantate The Dying Christian to His Soul (nach einer Ode von Alexander Pope) aufführte.

### Musiker, Musikwissenschaftler und Schriftsteller
Dalberg galt bereits in Göttingen und Trier als Klaviervirtuose. „Körperlich missgestaltet, aber ein feingebildeter geistvoller Mann“, zeichnete er sich sowohl als ausübender Pianist wie auch als vielseitiger Komponist aus, insbesondere aber als Musikschriftsteller. Der sich selbst „Fritz von Dalberg“ nennende Freiherr komponierte vor allem Sonaten und klavierbegleitete Lieder und vertonte klassische und romantische Gedichte, verfasste jedoch – trotz seines Standes – keine Kirchenmusik. Obwohl er einer der bekanntesten Musikdilettanten seiner Zeit war und heute sogar als erster Romantiker in der Musik gilt, blieb sein Werk doch unwirksam; schon die Zeitgenossen stellten bei allem Respekt für seine musikalischen Leistungen technische Unzulänglichkeiten in der Durchführung fest, die auf Erfindungsarmut und fehlendes Gestaltungsvermögen hindeuteten. Sein Melodram Eva's Klagen bei dem Anblik des sterbenden Messias. Eine Deklamazion mit musikalischer Begleitung. Aus Klopstocks Messiade, 8ter Gesang (Digitalisat) gilt als sein „interessantestes und auch dramatisch geschicktestes Werk“
Was die Vokalmusik betrifft, so wird er heute als einer „der begabtesten südwestdeutschen Kleinmeister des Klavierliedes“ bezeichnet.
Sein Roman Geschichte einer Drusen-Familie wurde auch in englischer und französischer Übersetzung veröffentlicht. Er selbst übertrug 1802 in der Folge der Herderschen Ideen über die Lieder der Völker („Volkslied“) die Schrift Musik der Inder (erstmals erschienen 1784, erweiterte Ausgabe 1792) des Briten William Jones mit Erweiterungen und Zusätzen aus dem Englischen ins Deutsche und brachte damit dem deutschen Publikum zum ersten Mal die Grundlagen der indischen Musik nahe.
Dalbergs Frühschriften beschäftigten sich seit 1776 mit „Modethemen der Zeit“ (Embach) wie Humanisierung des Strafrechts, Sittlichkeit und Sozial- sowie Moralphilosophie. Unter dem Einfluss Herders stellte er sich vor allem in seiner 1791 erschienenen Schrift Vom Erfinden und Bilden gegen das abschätzige Urteil Immanuel Kants über die Musik, dem er seine eigene, bereits frühromantische musikästhetische Auffassung vom Eigenwert des Musikalischen entgegenhielt. Als ausübender Musiker experimentierte er mit Glasstäben (1799) und befasste sich mit Untersuchungen über den Ursprung der Harmonie (1800), ein Gebiet, das wohl auch sein Interesse an fremden, orientalischen Musiksystemen erklärt („Musik der Inder“, 1802), die er freilich nur in Übertragungen kennenlernte.

### Freimaurer, Illuminat und Mitglied gelehrter Gesellschaften
Wie sein zweitältester Bruder Wolfgang Heribert und dessen Sohn Emmerich Joseph war auch er Mitglied im Bund der Freimaurer, seine Mutterloge war die Loge Johannes zur brüderlichen Liebe. Zudem war er Illuminat. 1812 wurde er zum auswärtigen Mitglied der Göttinger Akademie der Wissenschaften gewählt.

### Lebensende
Dalberg, der sich bereits 1798 als „leidend“ und „kränklich“ bezeichnete, zog nach Verlust seiner Pfründen im linksrheinischen Gebiet durch die Säkularisation 1802 zu seinem Bruder, dem Erzbischof von Mainz, Reichserzkanzler und Regenten des Fürstentums Aschaffenburg, Karl Theodor von Dalberg. In Aschaffenburg wohnte er zunächst bei seinem Bruder im Schloss Johannisburg, bezog dann aber, als er krankheitsbedingt das Treppensteigen nicht mehr bewältigte, eine vor den Toren der Stadt gelegene ebenerdige Wohnung im Sattigschen Haus. Dalberg erlag im Alter von 52 Jahren einer nicht näher bezeichneten Krankheit – wahrscheinlich Herzschwäche mit der damit einhergehenden Wassersucht – in dem Haus, das er bis zuletzt gemeinsam mit seiner Schwester Antonetta Franziska (1757–1818), ehemalige Stiftsdame des Kölner Klosters St. Maria im Kapitol (Eintritt 1777), bewohnt hatte.

### Charakter und Würdigung
Dalbergs Leistungen auf dem Gebiet der Musik und Literatur gingen über bloßen Dilettantismus (oder Liebhaberei) hinaus; als Angehöriger einer stürmischen Übergangszeit zwischen Aufklärung, Ancien Régime, Revolution und Restauration zog er sich – seinem von vielen Zeitgenossen bezeugten umgänglichen, eirenischen Wesen gemäß – aus dem politisch-praktischen Leben zurück und konzentrierte sich auf die Ausübung, Untersuchung und Förderung von Musik, Literatur und Bildung, wo er Bleibendes hinterließ.

## Werke (in Auswahl)
Ein Verzeichnis der Vokal- und Instrumentalmusik sowie der Schriften findet sich in den Artikeln von Komma (1952) und Serwer (1980) sowie bei Embach/Godwin, Dalberg, S. 552–561
Musiktheorie:
- Blicke eines Tonkünstlers in die Musik der Geister. Mannheim 1787 (Volltext).
- Vom Erfinden und Bilden. Frankfurt 1791 (Volltext in der Google-Buchsuche).
- Untersuchungen über den Ursprung der Harmonie und ihre allmählige Ausbildung. Erfurt 1801 (Volltext in der Google-Buchsuche).
- Über die Musik der Indier. a. d. Engl. des William Jones. Erfurt 1802 (Volltext in der Google-Buchsuche).

Andere:
- Über die Rechtschaffenheit. Erfurt 1776.
- Ariston oder über die Wirksamkeit der peinlichen Strafgesezze: Ein Dialog. Keyser, Erfurt 1782, urn:nbn:de:bvb:12-bsb10395985-5.
- Eine Rede über gesetzliche Ordnung. Frankfurt am Main 1789 (Volltext in der Google-Buchsuche).
- Gita-Govinda oder die Gesänge Jayadeva's, eines altindischen Dichters. Aus dem Sanskrit ins Englische, aus diesem ins Deutsche übersetzt mit Erläuterungen von F. H. von Dalberg. Verlag Beyer & Maring, Erfurt 1802 (Volltext in der Google-Buchsuche).
- Geschichte einer Drusen-Familie. Frankfurt 1808 (Volltext in der Google-Buchsuche).
- Scheik Mohammed Fani's Dabistan: oder von der Religion der ältesten Parsen. Aschaffenburg 1809 (Volltext in der Google-Buchsuche).
- Die Aeolsharfe. Ein allegorischer Traum. Beyer und Maring, Erfurt 1801 (Volltext in der Google-Buchsuche).